# Madonnina di Civitavecchia

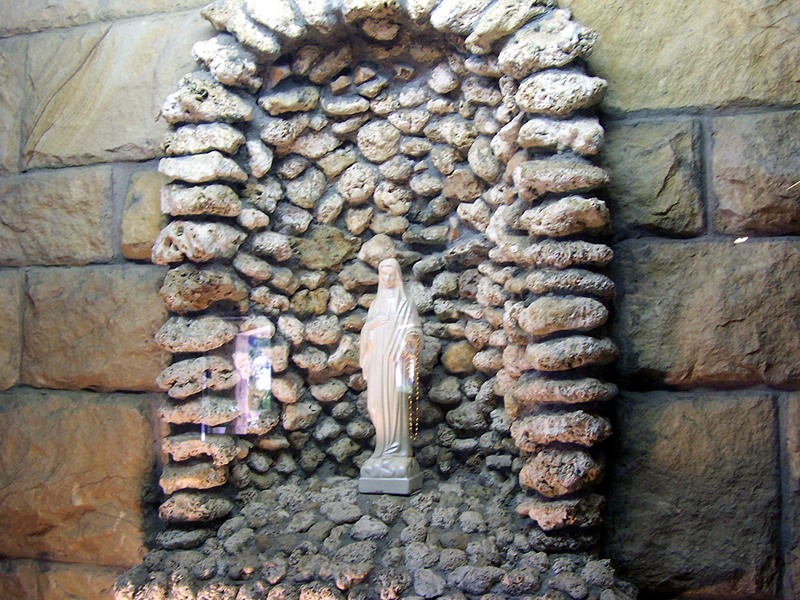
La Madonnina di Civitavecchia custodita nella Chiesa Parrocchiale di S. Agostino

La Madonnina di Civitavecchia è una piccola statua raffigurante la Madonna che, presso Civitavecchia, dal 2 febbraio al 15 marzo 1995, avrebbe per quattordici volte stillato lacrime di sangue.
Dal 17 giugno 1995 la statuetta, custodita in una teca nella locale parrocchia di Sant'Agostino, è esposta alla venerazione dei fedeli.

## La storia
La Madonnina di Civitavecchia è una statuetta di gesso alta 42 cm, raffigurante la Regina della Pace, realizzata dall'artigiano croato Sthepan Vlaho. Fu acquistata in un negozio di Medjugorje il 16 settembre 1994 da don Pablo Martìn, parroco della chiesa di Sant'Agostino di Civitavecchia; il sacerdote la donò alla famiglia Gregori, appartenente alla sua parrocchia e abitante in via Pantano, costituita dai coniugi Fabio e Anna Maria (Accorsi) e dai figli Jessica e Davide.
La statuetta era stata posta in una nicchia, costruita da Fabio nel giardino di casa. Il 2 febbraio 1995, verso le 16:20, Jessica, che allora aveva cinque anni, sostenne di aver visto un liquido, che sembrava sangue, scendere dagli occhi della Madonnina, lungo le guance. Avvertì il padre e questi, dopo aver avvisato la moglie, riferì poco dopo l'accaduto a don Pablo, che si recò subito dai Gregori, constatando di persona il fenomeno.
La sera del 3 febbraio il fatto si ripeté davanti ad alcuni testimoni, e proseguì nei giorni successivi, mentre aumentava il numero dei fedeli o dei semplici curiosi; affluirono giornalisti e le forze dell'ordine, mentre il 5 febbraio la notizia venne diffusa dai telegiornali nazionali.
Venne intanto informato il vescovo di Civitavecchia-Tarquinia, monsignor Girolamo Grillo, che nominò una commissione teologica per studiare il fenomeno, mentre venivano effettuate le prime analisi di laboratorio. La Madonnina venne sottoposta anche ad un breve esorcismo, per escludere l'eventuale natura demoniaca dei fatti.
La statuetta lasciò la casa dei Gregori a causa dell'assedio della folla e, dopo essere transitata in un primo tempo dalla chiesa di Sant'Agostino, venne custodita dalla diocesi in un luogo segreto.
Il 28 febbraio vennero resi noti i risultati delle analisi: la Madonnina non conteneva marchingegni, il liquido esaminato risultava sangue umano di tipo maschile.
Venne informato dal vescovo anche il Vaticano, nella persona dell'allora cardinale Joseph Ratzinger, mentre il 15 marzo l'ultima delle quattordici lacrimazioni avvenne mentre monsignor Grillo, inizialmente scettico, teneva la statuetta fra le mani, raccolto in preghiera insieme ad alcuni testimoni.
A seguito di una denuncia del Codacons per abuso della credulità popolare e truffa, la statuina viene posta sotto sequestro dal magistrato Antonio Albano. Durante tale periodo verranno eseguite alcune perizie tecniche, fra cui un'analisi stratigrafica delle tracce ematiche e un confronto fotografico dettagliato del volto della statuina.
Alle presunte 14 lacrimazioni hanno assistito complessivamente circa 50 persone, diverse fra loro per età e condizione sociale. I testimoni ascoltati hanno "giurato di dire la verità e si sono prestati liberamente all'interrogatorio."
Dal 17 giugno 1995 la Madonnina è esposta alla venerazione dei fedeli nella chiesa di Sant'Agostino a Civitavecchia.

## Gli esami scientifici
Il 24 febbraio 1995 fu effettuata una TAC, presso l'Istituto di Radiologia del Policlinico Gemelli, da parte del professor Maurizio Vincenzoni: l'esame escluse la presenza di marchingegni o altre anomalie all'interno della statuetta.
Il 28 febbraio successivo monsignor Grillo ricevette, dai professori Angelo Fiori e Giancarlo Umani Ronchi, i risultati degli esami del liquido prelevato dalla statuetta: la conclusione diceva testualmente che "Le tracce di apparenza ematica riscontrate sul volto e sul collo della statua della Madonna sottoposte al nostro esame sono risultate tracce di sangue umano maschile. L'esame macroscopico e radiologico della statua non ha evidenziato la presenza di anomalie all'infuori delle tracce ematiche". 
Pur dichiarandosi disponibili a sottoporsi al test del DNA, i componenti maschili della famiglia Gregori, su consiglio del loro avvocato, non effettuarono il prelievo di materiale genetico volto a comparare il loro profilo con quello del “sangue della statua”. Secondo il legale troppe erano le anomalie e gli errori riscontrati nel metodo di comparazione adottato dagli inquirenti. 
La Corte Costituzionale, nel luglio del 1996, dichiara legittima la scelta dei Gregori.

## Le indagini della Magistratura
Nell’ottobre del 1997 l’avvocato della famiglia Gregori richiede formalmente alla Procura la chiusura delle indagini alle quali Fabio Gregori era sottoposto con l’accusa di associazione per delinquere e truffa. Nell’ottobre del 2000 il GIP di Civitavecchia emette il decreto di archiviazione; il giudice certifica che non c’è stata né truffa né associazione a delinquere, riconosce ufficialmente solo la prima lacrimazione ma rimanda al giudizio della Chiesa la valutazione sul soprannaturale e al lavoro degli scienziati l’ulteriore ricerca della verità, in considerazione del fatto che “le lacrimazioni notate da altre persone (tra cui il Comandante della Polizia Municipale di Civitavecchia e agenti della Polizia Penitenziaria e della Polizia di Stato) debbono ricondursi o a un fenomeno di suggestione collettiva o a un fatto soprannaturale” sul quale, prosegue il documento “questa Autorità Giudiziaria nulla può dire in positivo o negativo”.

## Il giudizio della Chiesa cattolica
La Chiesa cattolica non si è ancora espressa ufficialmente in modo diretto sulla soprannaturalità delle lacrimazioni.
Monsignor Grillo, senza anticipare il giudizio definitivo della Chiesa cattolica, disse che le lacrime della Madonna a Civitavecchia, in continuità con le manifestazioni di Lourdes, Fátima, La Salette e Siracusa, sarebbero un invito alla conversione e alla penitenza, e un richiamo per "i gravi disordini morali esistenti nel mondo… nonché per la persistente visione ateistica imperante anche dopo la caduta del comunismo, ed infine per gli sbandamenti esistenti tuttora in seno alla Chiesa".
Secondo il teologo cappuccino padre Flavio Ubodi, che è stato vicepresidente della commissione teologica diocesana incaricata di investigare sul caso, c'è stato però un riconoscimento indiretto. Già nel 2005 la diocesi di Civitavecchia-Tarquinia aveva reso pubbliche le conclusioni della propria commissione di inchiesta, secondo la quale il fenomeno non era spiegabile scientificamente.
Il riconoscimento indiretto si baserebbe sugli elementi seguenti:
- Il 9 giugno 1995 papa Giovanni Paolo II ottenne la statua della Madonnina temporaneamente in Vaticano, pregò davanti a lei, le mise tra le mani un suo rosario e volle incoronarla.
- Il 17 giugno 1995 monsignor Girolamo Grillo portò con una solenne processione la statua nella chiesa di Sant'Agostino, per consentire la venerazione dei fedeli.
- L'8 dicembre 1996 monsignor Grillo consacrò la diocesi al Cuore Immacolato di Maria, come avrebbe richiesto la Vergine in una delle presunte apparizioni a Jessica Gregori.
- Il 15 marzo 2005 la chiesa di Sant'Agostino è stata elevata a Santuario della Madonna delle Lacrime.
- I successori di monsignor Grillo, cioè monsignor Carlo Chenis e monsignor Luigi Marrucci, hanno incoraggiato la devozione dei fedeli alla Madonnina.[9]

Nei messaggi che la Madonna avrebbe affidato alla famiglia Gregori, che padre Ubodi segue spiritualmente dal 1995, risulterebbero in particolare tre preoccupazioni:
- per l'istituzione stessa della famiglia, attaccata da forze disgregatrici;
- per la Chiesa cattolica, attaccata sia dall'esterno sia dall'interno;
- per l'umanità, che ha creato armi di distruzione di massa.[9]

## Altri fenomeni collegati
Le lacrimazioni non sono l'unico fenomeno che si sarebbe verificato a Civitavecchia: tra il 2005 e il 2006, Jessica Gregori avrebbe avuto 92 apparizioni mariane accompagnate da messaggi, sul contenuto dei quali sarebbe vincolata al segreto (alcuni legati anche al terzo dei Segreti di Fátima); l'unico al quale ha potuto rivelarli è monsignor Grillo, al quale sarebbe spettata la decisione di renderli eventualmente noti in futuro.
Esiste inoltre una copia della Madonnina di Civitavecchia, donata il 10 aprile 1995 dal cardinale Deskur alla famiglia Gregori, per sostituire l'originale conservato nella parrocchia di Sant'Agostino. Questa seconda statuina avrebbe prodotto essudazioni di olio profumato e, successivamente, anche lacrime, in occasione della scomparsa di papa Giovanni Paolo II.